# Coppa del Belgio 2018-2019
La Coppa del Belgio 2018-2019 è stata la 64ª edizione della coppa nazionale belga di calcio. La competizione è iniziata il 27 luglio 2018 e si è conclusa il 1º maggio 2019 con la finale. Lo Standard Liegi era la squadra campione in carica. Il Malines ha vinto il torneo per la seconda volta nella sua storia.

## Formato
Tutti i turni della Coppa del Belgio, con eccezione delle semifinali, si disputano con partite di sola andata ad eliminazione diretta. Le squadre appartenenti alla Pro League entrano nei sedicesimi di finale. Alla competizione partecipano 312 squadre:
- 224 squadre provenienti dalle serie provinciali;
- 64 squadre provenienti dalla Derde klasse;
- 8 squadre provenienti dalla Tweede klasse;
- 16 squadre provenienti dalla Pro League.

## Primo turno
Al primo turno partecipano 224 squadre appartenenti alle serie provinciali e alla Promotion.
| Squadra 1            | Risultato       | Squadra 2               |
| -------------------- | --------------- | ----------------------- |
| 27 luglio 2018       |                 |                         |
| Nothomb-Post         | 0 – 4           | Longlier                |
| 28 luglio 2018       |                 |                         |
| Hamont               | 0 – 3           | Groen Star Beek         |
| Havinnes             | 1 – 2           | Torhout                 |
| Eendracht Wervik     | 1 – 1 (7-6 dtr) | Sassport Boezinge       |
| Dadizele             | 2 – 4           | Eendracht Aalter        |
| Schriek              | 0 – 0 (4-2 dtr) | Retie                   |
| Sint-Dymphna         | 4 – 3           | Halen                   |
| Chevetogne           | 2 – 1           | Condruzien II           |
| De Kempen            | 3 – 0           | Berg en Dal             |
| Diest                | 6 – 0           | Rauw Sport              |
| Flandria Paal        | 0 – 4           | Sint-Lenaarts           |
| Houtvenne            | 10 – 0          | VK Berchem              |
| Niel United          | 0 – 1           | Bilzerse Waltwilder     |
| Rhisnois             | 0 – 0 (5-3 dtr) | Royal Gosselies         |
| Richelle United      | 1 – 1 (2-3 dtr) | UCE Liege               |
| Wezel                | 3 – 3 (5-6 dtr) | Olmen                   |
| RC Lebbeke           | 3 – 0           | Berlare                 |
| Svelta Melsele       | 1 – 0           | Bodegem Kapelle         |
| Ploegsteert-Bizet    | 0 – 5           | Tournai                 |
| 29 luglio 2018       |                 |                         |
| Herk                 | 0 – 4           | Zwarte Leeuw            |
| Colfontaine          | 0 – 2           | Le Roeulx               |
| Léopold              | 2 – 0           | Etincelle Maurage       |
| Racing Mechelen      | 3 – 0           | Excelsior Bouwel        |
| Adegem               | 0 – 0 (5-4 dtr) | Lendelede Sport         |
| Aische               | 1 – 1 (5-6 dtr) | Loyers                  |
| Alliance Huppaytoise | 1 – 6           | Tamines                 |
| Appelterre-Eichem    | 2 – 3           | Zelzate                 |
| Avanti               | 0 – 0 (7-6 dtr) | Sottegem                |
| Aywaille             | 4 – 3           | Bregel Sport            |
| Stade Bierbeek       | 1 – 1 (4-1 dtr) | Warnant                 |
| Blankenberge         | 1 – 2           | RC Lauwe                |
| Bornem               | 1 – 2           | Kalken                  |
| Bosquetia Frameries  | 4 – 1           | Greunsjotters Vossem    |
| Braine               | 6 – 2           | Auderghem               |
| Bressoux             | 1 – 5           | Verlaine                |
| Bullingen            | 1 – 0           | Longlier II             |
| Champlonnaise        | 3 – 0           | Erezee                  |
| Chastre              | 1 – 4           | Villers-La-Ville        |
| Deerlijk Sport       | 5 – 0           | Pittem                  |
| Dendermonde          | 4 – 2           | Oudenhove               |
| Eendracht Termien    | 10 – 0          | Harze                   |
| Ekeren               | 0 – 3           | Melsbroek               |
| Esperanza Pelt       | 0 – 0 (5-6 dtr) | Lille                   |
| Ethe Belmont         | 5 – 1           | RFC de la Roer          |
| Floreffe             | 3 – 2           | Nismes                  |
| FSI Berchem          | 0 – 1           | SC Aarschot             |
| GBA Kontich          | 2 – 1           | Putte                   |
| Grand-Leez           | 2 – 0           | De Gilly                |
| Gravenwezel-Schilde  | 2 – 0           | Jette                   |
| Grimbergen           | 0 – 4           | Betekom                 |
| Hechtel              | 3 – 0           | Opitter                 |
| Helson Helchteren    | 6 – 0           | Lentezon Beerse         |
| Herstal              | 1 – 2           | Huvo Jeuk               |
| Heusden              | 1 – 3           | Ninove                  |
| Heusy Rouheid        | 1 – 0           | Boorsem Sport           |
| Hoeilaart            | 3 – 0           | Union Lasne-Ohain       |
| Houdinois            | 1 – 0           | Entite Manageoise       |
| Huccorgne            | 0 – 6           | Zepperen-Brustem        |
| Jong Lede            | 1 – 2           | Elene-Grotenberge       |
| Kosova Schaerbeek    | 0 – 0 (3-5 dtr) | Pepingen                |
| Oostnieuwkerke       | 2 – 1           | Vlamertinge             |
| Union La Calamine    | 4 – 1           | Franchimont             |
| Mariekerke           | 1 – 2           | Wolvertem               |
| Eendracht Mazenzele  | 0 – 7           | Lochristi               |
| Melreux              | 0 – 1           | Saint-Louis-Saint-Léger |
| Merelbeke            | 10 – 0          | Bottelare               |
| ES de la Molignée    | 1 – 1 (2-4 dtr) | Anderlues               |
| RAS Monceau          | 2 – 0           | Ligny                   |
| Mormont              | 2 – 1           | Habay La Neuve          |
| Munkzwalm            | 1 – 2           | Kobbegem                |
| Nijlen               | 3 – 1           | Rapid Leest             |
| Onhaye               | 3 – 0           | La Roche                |
| Oostduinkerke        | 1 – 3           | Jong Zulte              |
| Oostkamp             | 0 – 0 (4-5 dtr) | Racing Waregem          |
| Pâturages            | 0 – 1           | Stade Brainois          |
| Péruwelz             | 1 – 2           | Albert Quévy-Mons       |
| Pesche               | 0 – 1           | Givry                   |
| Pontisse Cité        | 0 – 4           | Wellen                  |
| Rapid Symphorinois   | 1 – 3           | Berchem                 |
| RJ Rochefort         | 2 – 0           | Rossignol               |
| Marloie Sport        | 3 – 1           | Honsfeld                |
| Waterloo             | 4 – 2           | Moreda                  |
| Sartoise             | 1 – 0           | Oppagne                 |
| Schoonbeek-Beverst   | 12 – 0          | Etoile Vervietoise      |
| Soignies Sport       | 1 – 1 (3-4 dtr) | Huldenberg              |
| Soiron               | 0 – 5           | Herenelderen            |
| Sprimont Comblain II | 1 – 3           | Aubel                   |
| RFCB Sprimont        | 3 – 1           | Huy                     |
| Stade Everois        | 2 – 5           | Lyra                    |
| Sterrebeek           | 0 – 4           | Ternesse                |
| Stockay-Warfusée     | 7 – 0           | Trooz                   |
| Stockel              | 1 – 1 (3-1 dtr) | Rhodienne-De Hoek       |
| Templeuve            | 0 – 3           | Voorwaarts Zwevezele    |
| Tienen               | 2 – 0           | PAC Buzet               |
| Tildonk              | 0 – 5           | Kampenhout              |
| Tremelo              | 0 – 5           | Ganshoren               |
| Veltem               | 0 – 2           | Bleid                   |
| Racing Jet Wavre     | 2 – 0           | Avenir Lembeek          |
| Wetteren-Kwatrecht   | 5 – 1           | Drongen                 |
| Wevelgem             | 9 – 3           | Meulebeke               |
| Weywertz             | 1 – 0           | Meix-Devant-Virton      |
| White Star Lauwe     | 1 – 1 (6-5 dtr) | Kortemark               |
| Wingene              | 1 – 0           | Wielsbeke               |
| Witgoor Sport        | 2 – 2 (5-4 dtr) | KVK Beringen            |
| Woluwe Zaventem      | 3 – 1           | Berlaar-Heikant         |
| Belœil               | 3 – 3 (2-3 dtr) | Ostiches                |
| Ardennen             | 2 – 0           | Latem                   |
| Eendracht Zele       | 1 – 2           | Bambrugge               |
| Flavion Sport        | 1 – 10          | Namur                   |
| Gestel               | 1 – 2           | Herentals               |
| Leopoldsburg         | 0 – 1           | Herkol                  |
| RJ Entente Binchoise | 1 – 2           | Wépion                  |

## Secondo turno
Al secondo turno partecipano le 112 squadre vincenti il primo turno e 48 squadre della Derde klasse.
| Squadra 1               | Risultato        | Squadra 2            |
| ----------------------- | ---------------- | -------------------- |
| 4 agosto 2018           |                  |                      |
| Schriek                 | 1 – 2            | Olympic Charleroi    |
| Hamoir                  | 4 – 1            | Deerlijk Sport       |
| Eendracht Wervik        | 2 – 1            | Wépion               |
| Bilzerse Waltwilder     | 4 – 0            | Grand-Leez           |
| Sint-Eloois-Winkel      | 8 – 0            | Sartoise             |
| Vosselaar               | 6 – 0            | Racing Waregem       |
| Tongeren                | 2 – 0            | Kampenhout           |
| Lille                   | 3 – 4            | Hades                |
| Tempo Overijse          | 6 – 1            | Hechtel              |
| Spouwen-Mopertingen     | 0 – 0 (5-4 dtr)  | Torhout              |
| Cappellen               | 2 – 0            | RFCB Sprimont        |
| Couvin-Mariembourg      | 4 – 0            | Bosquetia Frameries  |
| RC Lebbeke              | 1 – 1 (8-9 dtr)  | Diegem               |
| Hoogstraten             | 2 – 0            | Stade Bierbeek       |
| Huvo Jeuk               | 1 – 4            | Zwarte Leeuw         |
| Union La Calamine       | 0 – 2            | Bleid                |
| Patro Eisden            | 3 – 0            | GBA Kontich          |
| Rebecquoise             | 3 – 2            | Tournai              |
| Sint-Niklase            | 6 – 0            | Chevetogne           |
| Wallonne Ciney          | 2 – 3            | Stockay-Warfusée     |
| 5 agosto 2018           |                  |                      |
| Adegem                  | 1 – 4            | Lochristi            |
| Aubel                   | 1 – 0            | Schoonbeek-Beverst   |
| Aywaille                | 2 – 3            | Merelbeke            |
| Betekom                 | 3 – 2            | Houdinois            |
| Bullingen               | 1 – 1 (2-4 dtr)  | Zepperen-Brustem     |
| City Pirates            | 1 – 1 (4-2 dtr)  | Huldenberg           |
| Duffel                  | 3 – 0            | Anderlues            |
| Eendracht Aalter        | 2 – 0            | Waterloo             |
| Entente Durbuy          | 1 – 1 (4-5 dtr)  | Bambrugge            |
| Eppegem                 | 1 – 1 (6-4 dtr)  | Ardennen             |
| Ethe Belmont            | 0 – 1            | Acren                |
| Floreffe                | 0 – 1            | Temse                |
| Francs Borains          | 2 – 1            | Braine               |
| Ganshoren               | 5 – 1            | Bocholt              |
| Givry                   | 2 – 0            | Avanti               |
| Gravenwezel-Schilde     | 1 – 3            | Dikkelvenne          |
| Gullegem                | 1 – 0            | Svelta Melsele       |
| VW Hamme                | 5 – 0            | Mormont              |
| Sporting Hasselt        | 1 – 1 (3-4 dtr)  | Hoeilaart            |
| Helson Helchteren       | 0 – 1            | Ternesse             |
| Herenelderen            | 1 – 3            | Elene-Grotenberge    |
| Herentals               | 0 – 1            | Meux                 |
| Heusy Rouheid           | 1 – 4            | Woluwe Zaventem      |
| Houtvenne               | 2 – 0            | SC Aarschot          |
| Kalken                  | 2 – 4            | De Kempen            |
| Kobbegem                | 1 – 1 (3-4 dtr)  | Jong Zulte           |
| Harelbeke               | 2 – 0            | Oostnieuwkerke       |
| Le Roeulx               | 0 – 1            | Waremme              |
| Sint-Lenaarts           | 0 – 2            | Sparta Petegem       |
| Londerzeel              | 1 – 2            | Eendracht Termien    |
| Longlier                | 1 – 5            | Léopold              |
| RAS Monceau             | 1 – 1 (4-2 dtr)  | La Louvière          |
| Namur                   | 5 – 1            | Olmen                |
| Nijlen                  | 1 – 0            | Lauwe                |
| Ninove                  | 0 – 2            | Olsa Brakel          |
| Racing Mechelen         | 3 – 0            | Herkol               |
| RJ Rochefort            | 3 – 7            | Ronse                |
| Albert Quévy-Mons       | 3 – 1            | Verlaine             |
| Marloie Sport           | 1 – 1 (3-5 dtr)  | Pepingen             |
| Saint-Louis-Saint-Léger | 4 – 4 (4-3 dtr)  | Zelzate              |
| Solières Sport          | 5 – 0            | Rhisnois             |
| Stade Brainois          | 0 – 0 (4-2 dtr)  | Onhaye               |
| Stockel                 | 1 – 1 (1-0 dtr)  | Wallonia Walhain     |
| Tienen                  | 1 – 2            | Mandel United        |
| Tilleur                 | 4 – 3            | Loyers               |
| Menen                   | 4 – 0            | Dendermonde          |
| UCE Liegi               | 2 – 0            | Sint-Dymphna         |
| URSL Visé               | 0 – 5            | Wevelgem             |
| Villers-La-Ville        | 0 – 0 (3-0 dtr)  | Turnhout             |
| Racing Jet Wavre        | 2 – 0            | Melsbroek            |
| Westhoek                | 1 – 1 (4-3 dtr)  | Voorwaarts Zwevezele |
| Wetteren-Kwatrecht      | 2 – 2 (9-10 dtr) | La Louvière Centre   |
| Weywertz                | 0 – 3            | Ostiches             |
| White Star Lauwe        | 1 – 4            | Berchem              |
| Olympia Wijgmaal        | 3 – 2            | Lyra                 |
| Wingene                 | 2 – 0            | Tamines              |
| Wellen                  | 4 – 4 (4-2 dtr)  | Diest                |

## Terzo turno
Al terzo turno partecipano le 80 squadre vincenti il secondo turno e altre 16 squadre provenienti dalla Derde klasse.
| Squadra 1               | Risultato       | Squadra 2           |
| ----------------------- | --------------- | ------------------- |
| 11 agosto 2018          |                 |                     |
| Hoogstraten             | 1 – 0           | Wevelgem            |
| Sporting Châtelet       | 2 – 1           | Lochristi           |
| Cappellen               | 2 – 1           | Bilzerse Waltwilder |
| Dikkelvenne             | 1 – 1 (3-4 dtr) | Sint-Niklase        |
| RWDM47                  | 5 – 2           | Pepingen            |
| Spouwen-Mopertingen     | 2 – 0           | Ganshoren           |
| Zwarte Leeuw            | 1 – 2           | Heist               |
| Geel                    | 2 – 2 (4-3 dtr) | Tilleur             |
| De Kempen               | 4 – 1           | Witgoor Sport       |
| Lierse                  | 1 – 1 (5-4 dtr) | Francs Borains      |
| Patro Eisden            | 0 – 0 (5-4 dtr) | Thes Sport          |
| Rebecquoise             | 1 – 1 (6-7 dtr) | City Pirates        |
| Waremme                 | 1 – 1 (3-4 dtr) | KRC Harelbeke       |
| 12 agosto 2018          |                 |                     |
| Zepperen-Brustem        | 1 – 0           | Jong Zulte          |
| Eendracht Aalst         | 1 – 0           | Hades               |
| Acren                   | 3 – 0           | Stockay-Warfusée    |
| Aubel                   | 3 – 2           | Woluwe Zaventem     |
| Bambrugge               | 2 – 3           | La Louvière Centre  |
| Boom                    | 5 – 2           | Ternesse            |
| Couvin-Mariembourg      | 0 – 1           | Stade Brainois      |
| Deinze                  | 6 – 0           | Bleid               |
| Dessel Sport            | 4 – 0           | Diegem              |
| Eendracht Termien       | 3 – 1           | Betekom             |
| Elene-Grotenberge       | 3 – 3 (6-7 dtr) | Duffel              |
| Givry                   | 3 – 0           | Wingene             |
| Gullegem                | 1 – 1 (6-5 dtr) | Tongeren            |
| VW Hamme                | 1 – 0           | Dender              |
| Hoeilaart               | 0 – 1           | Olympic Charleroi   |
| Houtvenne               | 3 – 1           | Villers-La-Ville    |
| Knokke                  | 3 – 1           | Eppegem             |
| KRC Gent                | 2 – 0           | UCE Liegi           |
| Mandel United           | 1 – 1 (7-6 dtr) | Sparta Petegem      |
| Merelbeke               | 2 – 1           | Namur               |
| Meux                    | 5 – 1           | Tempo Overijse      |
| Nijlen                  | 3 – 0           | Racing Mechelen     |
| Ostiches                | 0 – 2           | Solières Sport      |
| Oudenaarde              | 2 – 2 (5-4 dtr) | Royal Léopold       |
| RFC Liegi               | 5 – 0           | Stockel             |
| Ronse                   | 1 – 1 (4-2 dtr) | Berchem             |
| Albert Quévy-Mons       | 3 – 1           | Vosselaar           |
| Saint-Louis-Saint-Léger | 1 – 5           | Olsa Brakel         |
| Seraing                 | 3 – 3 (1-3 dtr) | Sint-Eloois-Winkel  |
| Temse                   | 4 – 2           | Wolvertem           |
| Menen                   | 4 – 1           | Eendracht Wervik    |
| Racing Jet Wavre        | 0 – 7           | Virton              |
| Wellen                  | 5 – 1           | Eendracht Aalter    |
| Westhoek                | 2 – 1           | RAS Monceau         |
| Olympia Wijgmaal        | 0 – 3           | Hamoir              |

## Quarto turno
Al quarto turno partecipano le 48 squadre vincenti il terzo turno.
| Squadra 1          | Risultato       | Squadra 2           |
| ------------------ | --------------- | ------------------- |
| 17 agosto 2018     |                 |                     |
| Lierse             | 3 – 0           | Eendracht Termien   |
| 18 agosto 2018     |                 |                     |
| Deinze             | 4 – 0           | RFC Liegi           |
| Sporting Châtelet  | 0 – 0 (3-4 dtr) | Menen               |
| RWDM47             | 2 – 0           | Ronse               |
| Heist              | 1 – 1 (4-2 dtr) | Patro Eisden        |
| Hoogstraten        | 4 – 2           | La Louvière Centre  |
| Virton             | 5 – 3           | Meux                |
| 19 agosto 2018     |                 |                     |
| Boom               | 0 – 2           | Sint-Niklase        |
| Cappellen          | 3 – 3 (1-3 dtr) | Temse               |
| City Pirates       | 2 – 0           | Zepperen-Brustem    |
| Dessel Sport       | 2 – 1           | Solières Sport      |
| Duffel             | 3 – 1           | De Kempen           |
| Givry              | 1 – 0           | Merelbeke           |
| Hamoir             | 1 – 2           | Eendracht Aalst     |
| Houtvenne          | 0 – 1           | Olympic Charleroi   |
| Knokke             | 3 – 2 (dts)     | Spouwen-Mopertingen |
| KRC Harelbeke      | 2 – 1           | VW Hamme            |
| Nijlen             | 0 – 1           | Geel                |
| Olsa Brakel        | 1 – 0           | Gullegem            |
| Albert Quévy-Mons  | 2 – 1           | Aubel               |
| Sint-Eloois-Winkel | 1 – 5           | Acren               |
| Stade Brainois     | 1 – 0           | KRC Gent            |
| Wellen             | 0 – 1           | Mandel United       |
| Westhoek           | 2 – 1           | Oudenaarde          |

## Quinto turno
Al quinto turno partecipano le 24 squadre vincenti il quarto turno e le 8 squadre appartenenti alla Tweede klasse.
| Squadra 1            | Risultato       | Squadra 2         |
| -------------------- | --------------- | ----------------- |
| 24 agosto 2018       |                 |                   |
| Dessel Sport         | 3 – 1           | OH Lovanio        |
| 25 agosto 2018       |                 |                   |
| Deinze               | 6 – 0           | RWDM47            |
| Hoogstraten          | 4 – 0           | Acren             |
| Lierse               | 2 – 3           | Lommel            |
| Sint-Niklase         | 0 – 1 (dts)     | KRC Harelbeke     |
| Union Saint-Gilloise | 3 – 0           | City Pirates      |
| Tubize-Braine        | 7 – 0           | Stade Brainois    |
| 26 agosto 2018       |                 |                   |
| Duffel               | 3 – 0           | Westerlo          |
| Givry                | 4 – 4 (3-5 dtr) | Knokke            |
| Heist                | 3 – 0           | Menen             |
| Olympic Charleroi    | 2 – 1           | Roeselare         |
| Olsa Brakel          | 2 – 3 (dts)     | Eendracht Aalst   |
| Westhoek             | 0 – 4           | Virton            |
| Geel                 | 0 – 2           | Beerschot VA      |
| Mandel United        | 1 – 1 (6-5 dtr) | Temse             |
| 27 agosto 2018       |                 |                   |
| Malines              | 2 – 0           | Albert Quévy-Mons |

## Sedicesimi di finale
Ai sedicesimi di finale partecipano le 16 squadre vincenti il quinto turno e le 16 squadre della Pro League.
| Squadra 1         | Risultato | Squadra 2            |
| ----------------- | --------- | -------------------- |
| 25 settembre 2018 |           |                      |
| Eupen             | 3 – 0     | Tubize-Braine        |
| Waasland-Beveren  | 1 – 2     | Mandel United        |
| KRC Harelbeke     | 0 – 1     | Kortrijk             |
| 26 settembre 2018 |           |                      |
| Cercle Bruges     | 1 – 2     | Beerschot VA         |
| Genk              | 4 – 0     | Lommel               |
| Olympic Charleroi | 2 – 5     | Lokeren              |
| Virton            | 2 – 4     | Gent                 |
| Eendracht Aalst   | 0 – 2     | Charleroi            |
| Deinze            | 2 – 0     | Club Bruges          |
| Dessel Sport      | 0 – 3     | R.E. Mouscron        |
| Heist             | 1 – 2     | Zulte Waregem        |
| Hoogstraten       | 1 – 3     | Ostenda              |
| Standard Liegi    | 1 – 2     | Knokke               |
| Sint-Truiden      | 3 – 0     | Duffel               |
| Malines           | 3 – 1     | Anversa              |
| 27 settembre 2018 |           |                      |
| Anderlecht        | 0 – 3     | Union Saint-Gilloise |

## Ottavi di finale
| Squadra 1            | Risultato       | Squadra 2     |
| -------------------- | --------------- | ------------- |
| 4 dicembre 2018      |                 |               |
| Kortrijk             | 1 – 0           | Zulte Waregem |
| Gent                 | 3 – 0           | Beerschot VA  |
| 5 dicembre 2018      |                 |               |
| R.E. Mouscron        | 3 – 3 (4-5 dtr) | Ostenda       |
| Deinze               | 1 – 3           | Eupen         |
| Malines              | 2 – 0           | Lokeren       |
| Sint-Truiden         | 3 – 2           | Mandel United |
| Charleroi            | 1 – 3           | Genk          |
| 6 dicembre 2018      |                 |               |
| Union Saint-Gilloise | 3 – 2           | Knokke        |

## Quarti di finale
| Squadra 1            | Risultato       | Squadra 2 |
| -------------------- | --------------- | --------- |
| 18 dicembre 2018     |                 |           |
| Sint-Truiden         | 1 – 3           | Gent      |
| 19 dicembre 2018     |                 |           |
| Eupen                | 0 – 1           | Ostenda   |
| Malines              | 3 – 0           | Kortrijk  |
| Union Saint-Gilloise | 2 – 2 (4-3 dtr) | Genk      |

## Semifinali
| Squadra 1                         | Totale          | Squadra 2            | Andata | Ritorno |
| --------------------------------- | --------------- | -------------------- | ------ | ------- |
| 23 gennaio 2019 / 29 gennaio 2019 |                 |                      |        |         |
| Malines                           | 2 - 1           | Union Saint-Gilloise | 0 - 0  | 2 - 1   |
| 24 gennaio 2019 / 30 gennaio 2019 |                 |                      |        |         |
| Gent                              | 4 - 4 (4-3 dtr) | Ostenda              | 2 - 2  | 2 - 2   |

## Finale
| Arbitro: | Lambrechts |

|           |           |                    |
| Dompé 32’ | Marcatori | 38’ Storm 62’ Mera |